# Maticová teorie
Maticová teorie je fyzikální teorie. Jde o soustavu rovnic, které jsou neporuchovou formulací teorie superstrun. Pojmenována byla podle toho, že je založena na základních kvantověmechanických veličinách organizovaných do matic.
Tato teorie byla poprvé navržena v roce 1997 Lubošem Motlem. Později se jí podrobně věnovali Robbert Dijkgraaf, Erik Verlinde a Herman Verlinde. Podobnou teorii, známou jako IKKT maticový model, sestavili už v roce 1996 Ishibashi, Kawai, Kitazawa a Tsuchiya.